# Rho Pavonis
Rho Pavonis (ρ Pavonis, förkortat Rho Pav, ρ Pav), som är stjärnans Bayer-beteckning, är en ensam stjärna i den nordöstra delen av stjärnbilden Påfågeln. Den har en genomsnittlig skenbar magnitud på +4,88 och är synlig för blotta ögat där ljusföroreningar ej förekommer. Baserat på parallaxmätningar i Hipparcos-uppdraget på ca 17,2 mas beräknas den befinna sig på ca 190 ljusårs (58 parsek) avstånd från solen.

## Egenskaper
Rho Pavonis är en gul till vit jättestjärna av spektralklass F0m III.. Den har en radie som är ca 4,9 gånger större än solens och utsänder ca 31 gånger mera energi än solen från dess fotosfär vid en effektiv temperatur på 6 400 K.
Rho Pavonis är en pulserande variabel av Delta Scuti-typ (DSCTC). Den har skenbar magnitud +4,85 och varierar i amplitud 0,055 med en period av 0,1141 dygn eller 2,74 timmar.